# Zoölogisch park van Ivoloina
Het Zoölogisch park van Ivoloina (in het Frans: Parc Zoologique d’Ivoloina) is een zoölogisch park met een natuurreservaat in Madagaskar. Het twaalf kilometer noordelijk van de stad Toamasina (Tamatave), in de regio Atsinanana.

## Geschiedenis
Ivoloina's oorsprong ligt in het midden van de 19e eeuw, het terrein huisvestte toen een meelfabriek. In 1898 sloot de fabriek en het terrein werd ingericht als botanische tuin, 'Ivoloina Station' genaamd. Na verloop van tijd raakte het park in verval en werd ten slotte verlaten. Later deed het onder andere dienst als opslagplaats, gevangenis en dierentuin. In 1986 verwoestte een cycloon de dierentuin.

### Madagascar Fauna Group
In 1987 hield de regering van Madagaskar een conferentie met onder andere vertegenwoordigers van universiteiten, botanische tuinen en diverse dierentuinen uit de Verenigde Staten en Europa. Het hoofddoel van deze conferentie betrof het behoud van maki's. Samen met het Duke Lemur Center van de Duke University stichtte de regering de Madagascar Fauna Group in 1988. Een van zijn behaalde doelstellingen is de sponsoring en heropening van het dierenpark in 1990 onder de naam 'Zoölogisch park van Ivoloina' en het toevoegen van een groot deel van het omliggende regenwoud als reservaat.
Het Duke Lemur Center coördineert nog steeds zaken als een fokprogramma voor maki's en de leerstof gegeven in het Conservation Training Center, dat in het park ligt. Hier worden cursussen gegeven over bosbeheer, parkmanagement, diergeneeskunde, propagandatechnieken betreffende bedreigde soorten en andere zaken die handelen over het verantwoord omgaan met de natuur.

## Flora en fauna

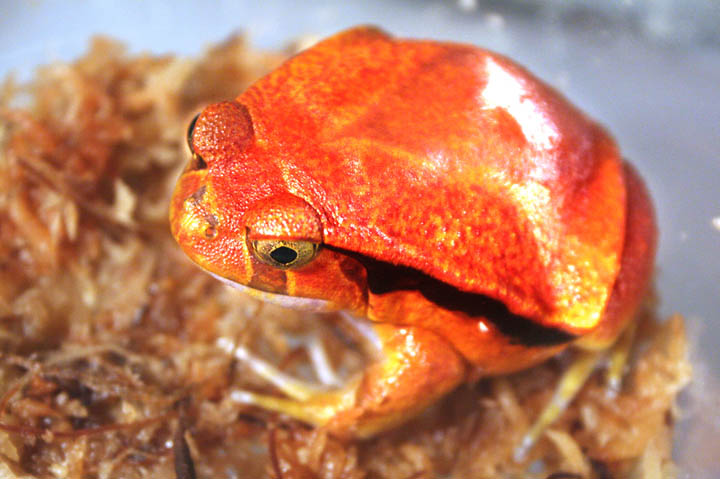
De tomaatkikker is endemisch in deze regio.

Het Zoölogisch park van Ivoloina staat bekend om zijn biodiversiteit en vele endemische planten- en diersoorten. Langs de botanische route staan (endemische) bomen en planten, voorzien van informatieborden.
Dankzij het fokprogramma heeft het park een grote hoeveelheid maki's. In het park lopen dertien soorten los rond, zoals de aye-aye, de blauwoogmaki, de witkopmaki, de vari en de breedsnuithalfmaki. Andere diersoorten die in het zoölogisch park en reservaat te zien zijn, zijn onder andere tenreks, kameleons, hondskopboa's, stralenschildpadden en tomaatkikkers. Deze laatste zijn endemisch in de regio.

## Recreatie en educatie
Het Zoölogisch park van Ivoloina is ook een educatief recreatiepark. In het reservaat zijn zeven routes uitgezet langs watervallen, een zwembad en een uitzichtpunt. Bezoekers kunnen er kanoën en zelfs kamperen.
In het park staat een educatiecentrum waar bezoekers worden geïnformeerd over milieubescherming en behoud van bedreigde diersoorten. Regelmatig komen hier Malagassische schoolkinderen om te leren over de belangrijkheid van natuurbehoud.